# 眼鏡橋

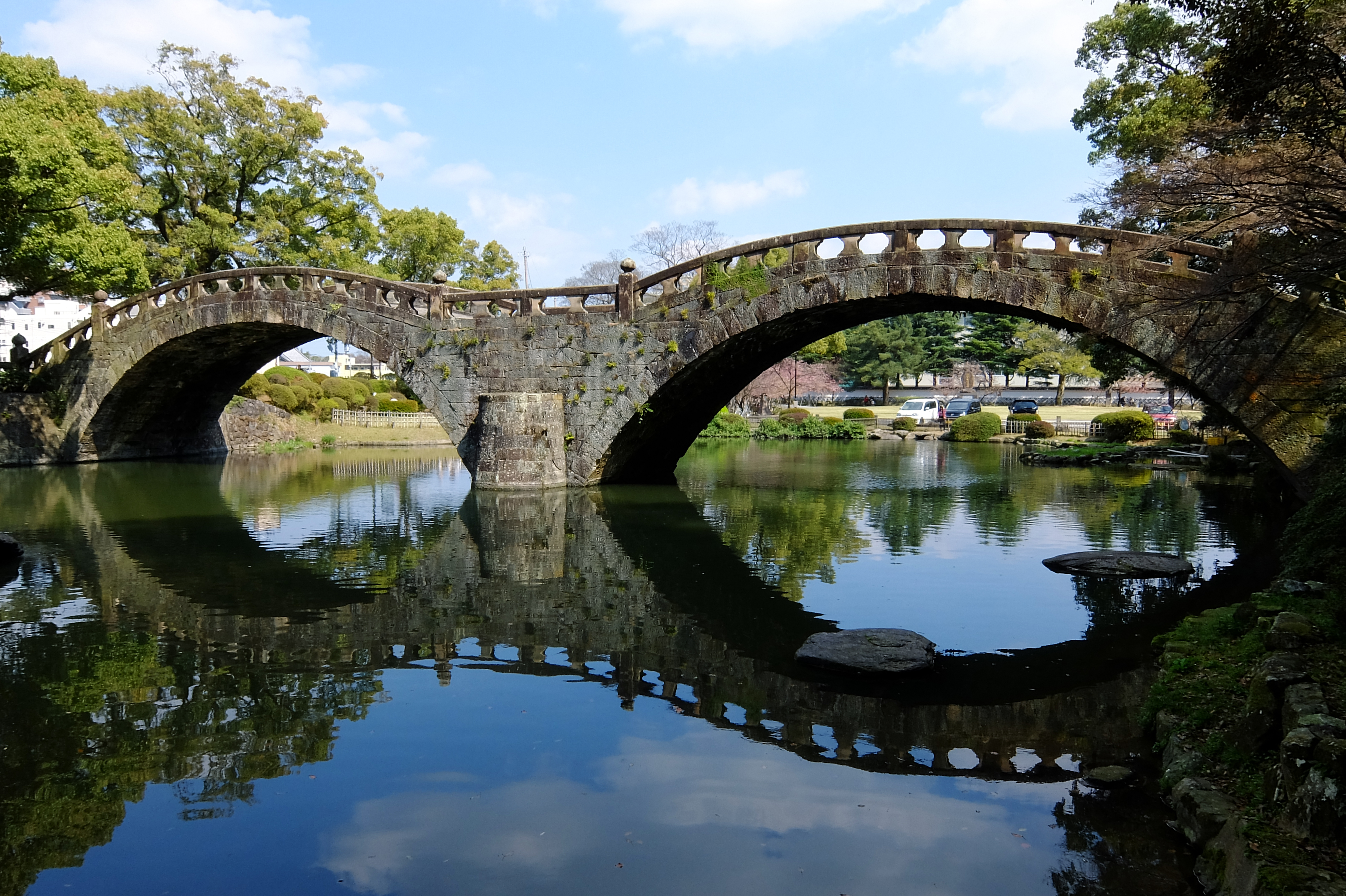
諫早の眼鏡橋

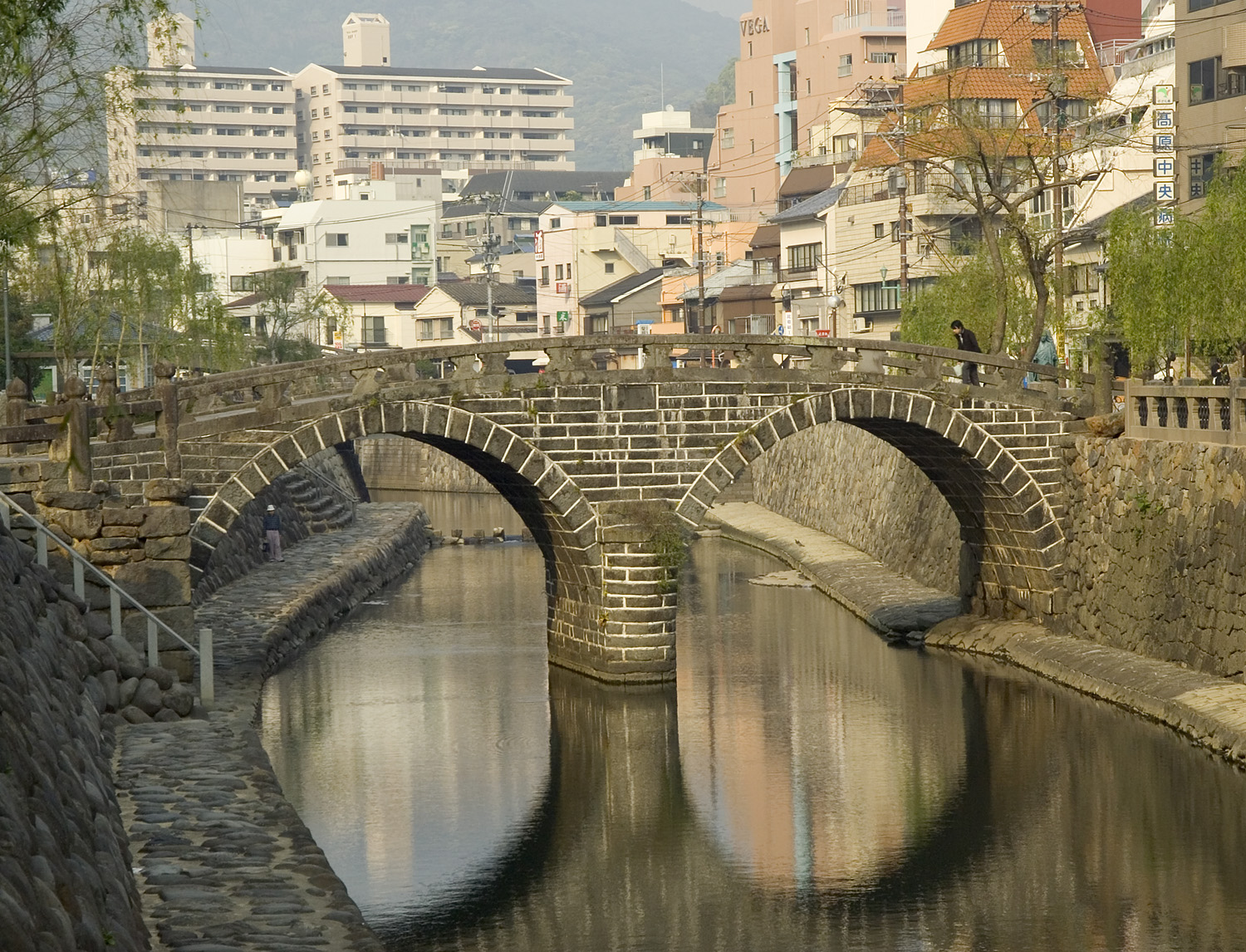
長崎の眼鏡橋

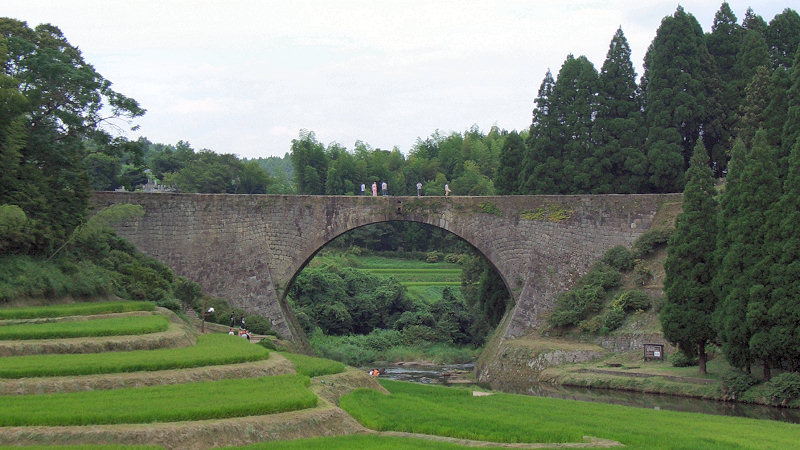
通潤橋 (通潤用水) (2005/08/22)

眼鏡橋（めがねばし）は、橋の種類のひとつ。本来はアーチが2つ連なった石造2連アーチ橋を指す。2連アーチ橋自体と水面に映る橋とが合わさった姿が眼鏡のように見えることが、その名の由来といわれている。広義では、単アーチ橋や3連以上のアーチ橋も含めた石造アーチ橋全般を眼鏡橋と呼ぶ。また、石造だけでなく煉瓦造のものも眼鏡橋と呼ばれることがある。個別の橋の名称や別称としても用いられる。

## 概要
眼鏡橋は、土木技術の粋として重要な構造物であるが、道幅が不足するのでコンクリートの広い橋に架け替えられたり、洪水時に川の水をせき止めて氾濫の原因になるとして解体や撤去が行われ、全国的に急激に数が減っている。「日本の石橋を守る会」という団体が、全国の石橋（眼鏡橋・桁橋）を対象に保護活動を行っている。
古代ローマの水道橋のように、日本国外にも石造アーチ橋は存在するが、眼鏡橋という呼び名は日本国内の石造アーチ橋に対してのみ用いられるのが一般的である。

### 日本の事例
「古い長崎の面影を残しているもののひとつに、中島川にかかる石橋群がある。その中に本格的石橋としては日本最古といわれるアーチ式の『眼鏡橋』」があるという。「眼鏡橋以後に架けられた中島川の石橋はすべて単アーチである」のに対し、「眼鏡橋」のみが 2 連アーチである。
長崎県東彼杵郡波佐見町では、波佐見盆地に橋が多く、その中に眼鏡橋が含まれる。「眼鏡橋は石造アーチ橋の通称で、一般には石橋で通用する」。波佐見町の眼鏡橋の80%は「川棚川上流の山間部の窯業地に存在する」という。「波佐見町の眼鏡橋は名前の付くものが25橋のうち4橋と少ない。」という。
長崎県佐世保市世知原町では17橋あり、「それらは佐々川本流に6橋、支流に11橋ある」という。「世知原の眼鏡橋はすべて橋名がつけられて」いるものの「橋名の由来がはっきりしない」という。

## 代表的な眼鏡橋

### 国の重要文化財
群馬県
- 碓氷第三橋梁（群馬県安中市：1893年竣工）1993年指定（煉瓦造4連アーチ橋）

福岡県
- 早鐘眼鏡橋（福岡県大牟田市：1674年竣工）1970年指定（単アーチ橋）

長崎県
- 眼鏡橋（長崎県諫早市：1839年竣工）1958年指定
- 眼鏡橋（長崎県長崎市：1634年竣工）1960年指定
- 幸(さいわい)橋（長崎県平戸市：1702年竣工）1978年指定（単アーチ橋）北緯33度22分6秒 東経129度33分12秒 / 北緯33.36833度 東経129.55333度

熊本県
- 通潤橋（熊本県上益城郡山都町：1854年竣工）1960年指定（単アーチ橋）
- 霊台橋（熊本県下益城郡美里町：1847年竣工）1967年指定（単アーチ橋）

大分県
- 虹澗橋（大分県豊後大野市：1824年竣工）1999年指定（単アーチ橋）

沖縄県
- 天女橋（沖縄県那覇市：1502年竣工）1972年指定（単アーチ橋）北緯26度13分7秒 東経127度43分7秒 / 北緯26.21861度 東経127.71861度

### 国の登録有形文化財
福井県
- 眼鏡橋（福井県坂井市）（煉瓦造単アーチ橋）北緯36度13分12秒 東経136度8分29秒 / 北緯36.22000度 東経136.14139度

長野県
- 北の沢の渡河橋（めがね橋）（長野県上伊那郡辰野町）（石造及び煉瓦造単アーチ橋）

愛知県
- 明治村天童眼鏡橋（愛知県犬山市）

広島県
- 目鏡橋（広島県世羅郡世羅町）

山口県
- 三見橋（三見眼鏡橋）（山口県萩市）

香川県
- 四国村石舟のアーチ橋（ 香川県高松市）（単アーチ橋）

福岡県
- 呉川眼鏡橋（福岡県田川郡）

大分県
- 若宮井路笹無田石拱橋（大分県竹田市）
- 鷹岩橋（大分県宇佐市）（単アーチ橋）
- 水雲橋（大分県宇佐市）
- 櫛野橋（大分県宇佐市）（単アーチ橋）
- 中島橋（大分県宇佐市）（単アーチ橋）
- 念仏橋（大分県宇佐市）（単アーチ橋）
- 両合川橋（大分県宇佐市）（単アーチ橋）
- 橋詰水路橋（大分県宇佐市）（単アーチ橋）

宮崎県
- めがね橋（宮崎県えびの市）（3連アーチ橋）北緯32度2分56秒 東経130度53分55秒 / 北緯32.04889度 東経130.89861度
- 靉靆橋（宮崎県えびの市）（単アーチ橋）北緯32度2分44秒 東経130度53分32秒 / 北緯32.04556度 東経130.89222度
- 享保水路太鼓橋（宮崎県えびの市）（単アーチ橋）北緯32度2分54秒 東経130度54分13秒 / 北緯32.04833度 東経130.90361度
- 堀川橋（乙姫橋）（宮崎県日南市）（単アーチ橋）

鹿児島県
- 新大橋（鹿児島県薩摩川内市）

### 土木学会選奨土木遺産

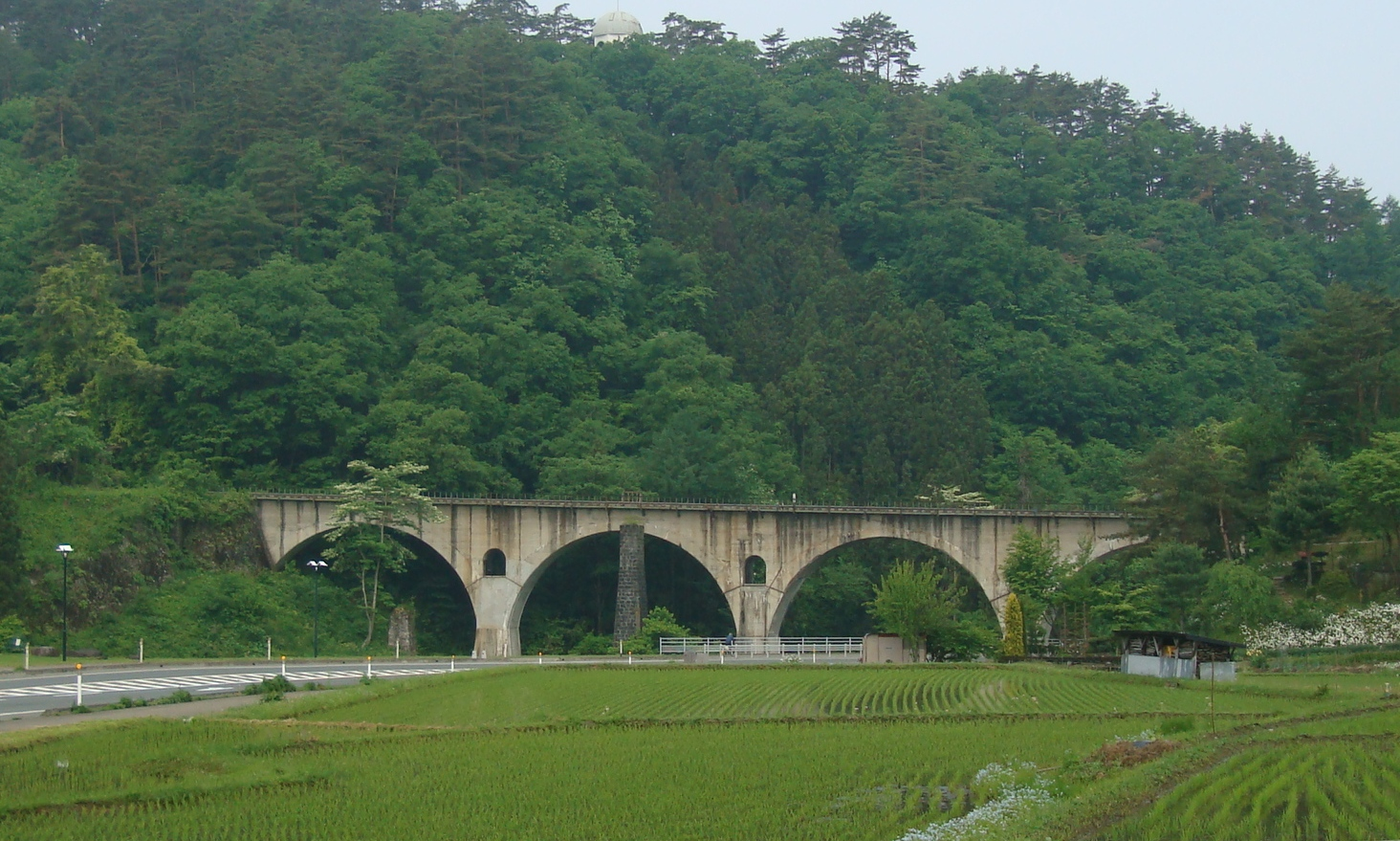
宮守川橋梁

- 宮守川橋梁（岩手県遠野市）（鉄筋コンクリート造5連アーチ橋）
- めがね橋（倉松落大口逆除）（埼玉県春日部市）（煉瓦造4連アーチ橋） - 本来は樋門であるが、現在は道路橋として使用されている。
- 眺尾橋（めがね橋）（千葉県南房総市）（3連アーチ橋）
- 明正井路一号幹線一号橋（大分県竹田市）（6連アーチ橋）

特記しないものは、石造、2連アーチ橋。

## 参考資料
- 荒井裕則「石橋のルーツ「長崎眼鏡橋」」『Consultant vol.234 土木遺産V』一般社団法人建設コンサルタンツ協会（2007年）（閲覧日2017年9月2日）
- 隈部守「肥前半島の眼鏡橋ー長崎県波佐見町・世知原町を中心にー」『立命館地理学』第3号、（1991年）、47-54頁。